# Koperszadzki Potok
Koperszadzki Potok (słow. Meďodolský potok, niem. Kunzenbelbach, Kurzerbelbach) – potok płynący Doliną Zadnich Koperszadów w słowackich Tatrach. Jego źródło znajduje się w okolicach Przełęczy pod Kopą. Wypływa tutaj na wysokości ok. 1660 m n.p.m., 250 m poniżej przełęczy. Lewostronnymi dopływami są Skoruszowy Potok i Kołowy Potok wypływający z Kołowego Stawu (największy z dopływów). Największym prawostronnym dopływem jest Janowy Potok płynący Janowym Żlebem, mniejsze potoki spływają Szerokim Żlebem i Stefanowym Żlebem (Stefanowy Potok). Powyżej Polany pod Muraniem (Gałajdówki) Koperszadzki Potok wpada do Jaworowego Potoku, płynącego Doliną Jaworową. Długość Koperszadzkiego Potoku od źródeł do ujścia wynosi 4700 m.
Koperszadzki Potok stanowi granicę między Tatrami Wysokimi a Tatrami Bielskimi. W suchszej porze roku na niektórych odcinkach zanika, cieknie tutaj podziemnymi przepływami. W dolnej części przepływa przez krótki, ale ciasny wąwóz zwany Koperszadzką Bramką. Występuje tutaj pstrąg potokowy podchodzący od Jaworowego Potoku.

## Szlaki turystyczne
– od Rozdroża pod Muraniem (potok płynie wzdłuż fragmentu szlaku) przez Polanę pod Muraniem i całą długość doliny na Przełęcz pod Kopą. Czas przejścia: 2:30 h, ↓ 2 h

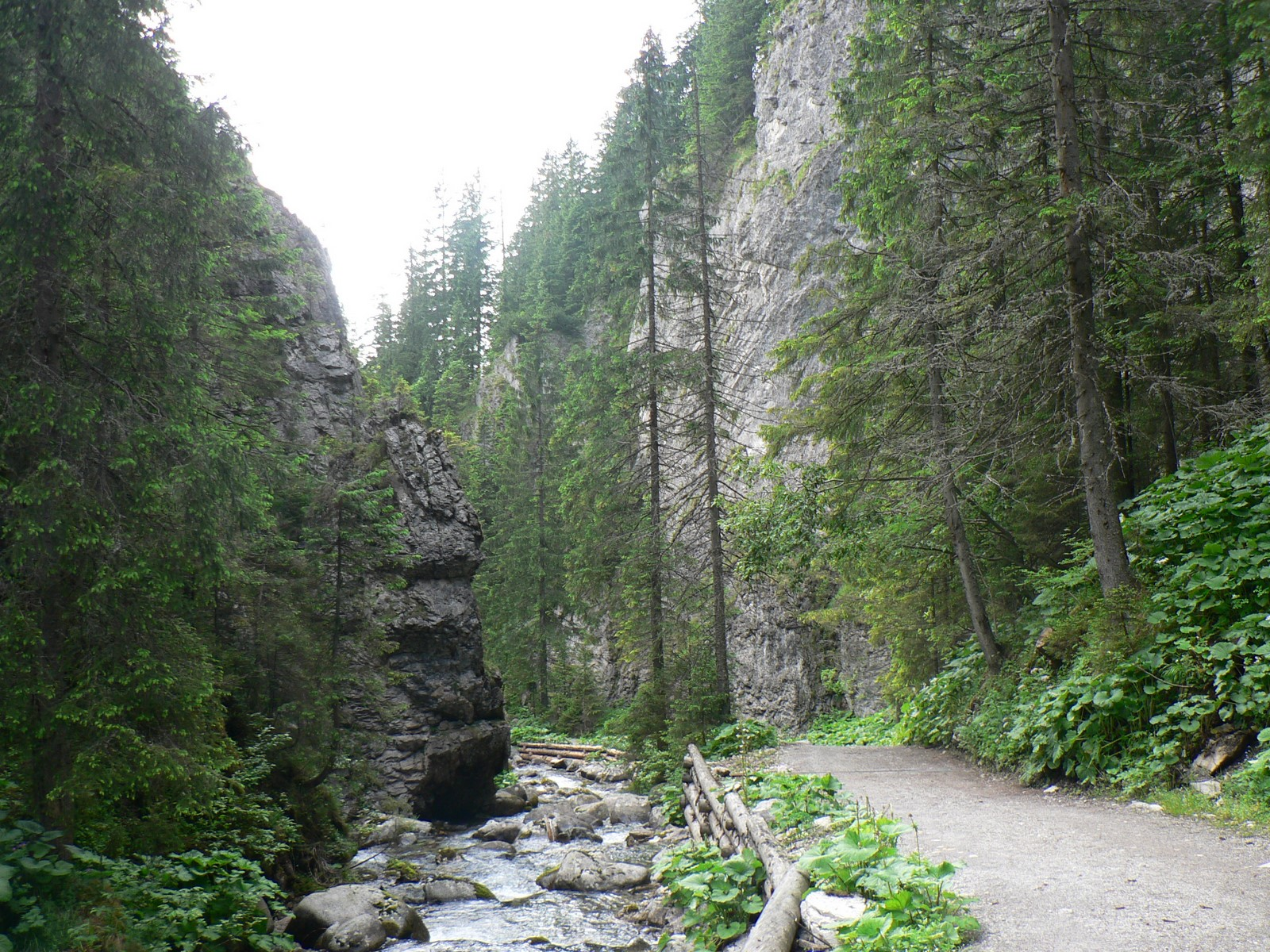
Koperszadzki Potok w Koperszadzkaiej Bramce